# Begonia marojejyensis
Espèce
Begonia marojejyensis est une espèce de plantes de la famille des Begoniaceae.
L'espèce fait partie de la section Erminea.
Elle a été décrite en 1955 par Henri Jean Humbert (1887-1967).

## Répartition géographique
Cette espèce est originaire du pays suivant : Madagascar.